# Plectranthus efoliatus
Plectranthus efoliatus là một loài thực vật có hoa trong họ Hoa môi. Loài này được (De Wild.) ined. miêu tả khoa học đầu tiên.